# Peter Hummelgaard
Peter Hummelgaard Thomsen, född 17 januari 1983 i Tårnby, Danmark,, är en dansk jurist och socialdemokratisk politiker. Han är sedan 15 december 2022 justitieminister i regeringen Mette Frederiksen II. Tidigare har han varit arbetsmarknadsminister i Regeringen Mette Frederiksen I. Han var dessutom jämställdhetsminister från 19 november 2020 till 4 februari 2022. Han har suttit i Folketinget för Socialdemokratiet sedan 2015. Han var ordförande för Danmarks Socialdemokratiske Ungdom 2008-2012.

## Bakgrund
Peter Hummelgaard Thomsen är son till Jan Thomsen, bagagemedarbetare på Köpenhamns flygplats och rengöringsassistent Susanne Pedersen. Han tog 2003 studenten från  Tårnby gymnasium och 2012 avslutade han juridikstudier vid Köpenhamns universitet. Hummelgaard var anställd vid Udenrigsministeriet som juridisk student från 2005 till 2008. Som färdigutbildad var han konsult vid analysföretaget Advice 2012-2014 och som politisk konsult i 3F från 2014 till 2015. Han var även chefredaktör för Netavisen Pio 2013-2014.

## Karriär
Hummelgaard var aktiv i Danmarks Socialdemokratiske Ungdom (DSU) under många år. Han var först avdelningsordförande för DSU Kastrup/Tårnby och blev senare ordförande för DSU i Köpenhamns amt, tills det upphörde som en följd av strukturreformen. Han satt i DSU:s förbundsstyrelse och var ordförande i dess internationella utskott innan han 2008-2012 blev ordförande för hela organisationen. Han vann DM i debatt på Folkemødet i Allinge i juni 2011.
Han var kandidat för Socialdemokratiet i Sundbyøsterkretsen 2012-2014 och sedan 2014 i Tårnbykretsen. Ved valet 2015 fick han 5 065 personröster i Köpenhamns storkrets. Han tog därmed partiets andra kretsmandat och blev invald i folketinget.
Vid valet 2019 fick han 9 321 personröster. Efter valet blev han utnämnd till arbetsmarknadsminister i regeringen Mette Frederiksen I och hade under perioden 19 november – 15 december 2022 även posten som jämställdhetsminister.. Som arbetsmarknadsminister låg det på Hummelgaards bord att genomföra Socialdemokratiets stora vallöfte från valet, att införa den s.k. Arnepensionen (efter byggnadsarbetaren Arne Juhl). Förslaget hade mött stor kritik från den tidigare borgerliga regering och hade kallats bluffnummer av både Lars Løkke Rasmussen och Søren Pape Poulsen. I oktober 2020 ingick den socialdemokratiska regeringen, Dansk Folkeparti, Socialistisk Folkeparti och Enhedslisten ett avtal om ny rätt till Arnepension. Rätten är baserad på kriterier som framförallt antalet år på arbedsmarknaden.
Han har sedan 15 december 2022 varit justitieminister. Som justitieminister fick han i november 2023 igenom ett politisk avtal med en majoritet av partierna i Folketinget om landets fjärde packet mot gängen ("bandepakke"). Det ökade myndigheternas möjligheter att utreda gäng, skärpte straffen för vapeninnehav och gjorde rekrytering av barn och unga till kriminalitet olagligt.
Han verkade även för att stänga ner Pusher Street i Christiania genom att införa en skärpt straffzon där, vilket innebar att straffen där för handel med och innehav av olagliga droger fördubblades.
Under 2024 förhandlade han fram ett brett politisk avtal som ändra tillsynen av underrättelsetjänsterna..

## Privat
Peter Hummelgaard bor på Amager med sin hustru Sara Vad Sørensen och deras två barn. Hummelgaard gav 2024 ut debattboken "Der er noget, vi skal tale om", därr han argumenterade for, att våld mot barn i dag fortsatt är et utbrett problem, som kräver mer uppmärksamhet. I bokens prolog berättade han om sin egen barndom, där han och hans mor blev utsatt från våld av hans far.. Ett beskrivning som fadern senare erkänt.. 

## Böcker
- Deltager Danmark (2013), med Bjørn Hansen, Emilie Turunen, Nanna Westerby, Kristian Weise, Jens Jonatan Steen og Bjarke Dahl; Informations Forlag
- Den syge kapitalisme (2018); Gyldendals Forlag[25]
- Der er noget, vi skal tale om (2024), Gyldendals Forlag[26]